# Georg Praetorius (Mediziner)
Georg Praetorius (* 20. Oktober 1878 in Berlin; † 7. November 1944 in Bad Harzburg) war ein deutscher Mediziner und Urologe. Als Chefarzt der ersten urologischen Abteilung in Deutschland im heutigen KRH Klinikum Siloah in Hannover erwarb er sich durch seine richtungsweisenden fachlichen Tätigkeiten den Ruf als Nestor der norddeutschen Urologie.

## Leben
Georg Praetorius wurde als Sohn des Orientalisten und Semitistischen Philologen und Lehrstuhlinhabers Franz Praetorius (1847–1927) geboren.
Nach seinem Abitur im Jahr 1897 studierte er in den Jahren 1897 bis 1899 zunächst Germanistik in Halle (Saale) an der – heutigen – Martin-Luther-Universität Halle-Wittenberg sowie in München an der Ludwig-Maximilians-Universität.
Anschließend wechselte Praetorius zur Humanmedizin und studierte ab 1899 wiederum in Halle sowie in Rostock an der dortigen Universität. Nachdem er 1903 sein Staatsexamen abgelegt hatte, schrieb er 1905 in Rostock seine Inaugural-Dissertation „Über Muskelgummen im Stadium der Syphilis“.
Seine Prüfung als Facharzt absolvierte Praetorius später in Dermatologie, um sich anschließend vor allem aus eigener Kraft zum Urologen weiterzubilden. So arbeitete er zeitweilig als Schiffsarzt, betätigte sich in Berlin als Hautarzt sowie bei Erich Wossidlo.
1906 war er einer der Mitbegründer der Deutsch-Österreichischen Gesellschaft für Urologie.

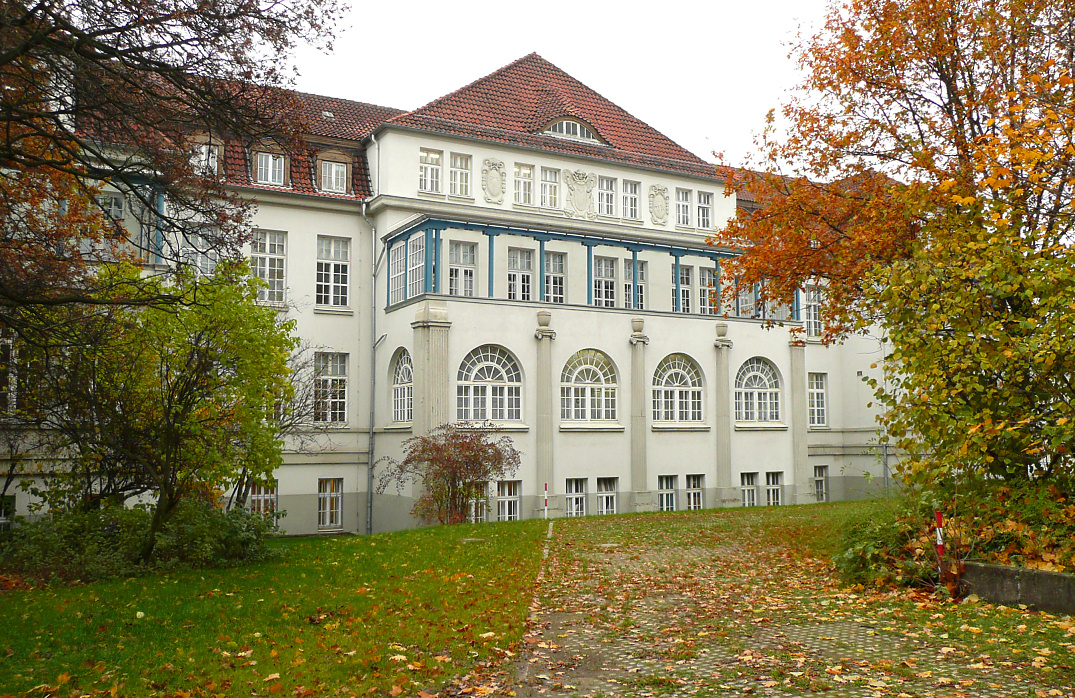
Eines der – denkmalgeschützten – Gebäude des heutigen KRH Klinikums Siloah, in dem Praetorius wirkte

1910 nahm Georg Praetorius seine Tätigkeit am damaligen Klinikum Siloah zu Linden auf, wo er 1913 die erste rein urologische Abteilung in einem städtischen Krankenhaus gründete.
Zu Beginn der Weimarer Republik war Hans Bunnenberg von 1920 bis 1923 ein Schüler von Praetorius, ähnlich wie Bernhard Sökeland.
Zahlreiche wissenschaftliche Studien und Publikation und vor allem sein Auftreten auf verschiedenen Fach-Kongressen machten Praetorius über die Grenzen des Landes hinaus bekannt. Bei der 93. Versammlung der Gesellschaft Deutscher Naturforscher und Ärzte vom 16. bis 20. September 1934 in Hannover beispielsweise hielt Georg Praetorius für die Sektion Urologie den Einführungsvortrag.
Viele der Patienten von Praetoris reisten von weit her an, um sich von ihm untersuchen und behandeln zu lassen.
Mitten im Zweiten Weltkrieg schied Georg Praetorius nach 33 Dienstjahren am Krankenhaus Siloah aus und baute sich noch im selben Jahre eine Privatpraxis mit Belegbetten in Herzberg bei Osterode am Harz auf. Doch schon im Folgejahr 1944 wurde seine Praxis durch einen Bombenangriff zerstört. Ebenfalls 1944 starb Praetorius am 7. November in Bad Harzburg.
Die von Praetorius geleitete Urologie zog – 100 Jahre nach ihrer Gründung – im Mai 2013 aus den denkmalgeschützten Gebäuden des heutigen KRH Klinikums Siloah in einen modernen Neubau des Krankenhauses.

## Praetoriusweg
Der 1959 im hannoverschen Stadtteil Groß-Buchholz angelegte Praetoriusweg ehrt den jahrzehntelang am Krankenhaus Siloah tätigen Urologen seitdem durch seine Namensgebung.